# Насер Аль-Шамі
Насер Аль-Шамі  (27 липня 1982) — сирійський боксер, олімпійський медаліст, призер Азійських ігор, чемпіон Азії.

## Аматорська кар'єра
На чемпіонаті Азії 2002 завоював бронзову медаль.
На Азійських іграх 2002 завоював бронзову медаль.
- У чвертьфіналі переміг Варгеза Джонсона (Індія) — RSCH
- У півфіналі програв Шавкату Алі (Пакистан) — RSCO

На чемпіонаті Азії 2004 став чемпіоном.

### Виступ на Олімпіаді 2004
- У 1/8 фіналу переміг Емануеля Ізонритеї (Нігерія) — 30-17
- У чвертьфіналі переміг Вугара Алекперова (Азербайджан) — DSC
- У півфіналі програв Одланьєру Соліс (Куба) — RSC

| Олімпіада  | Дисципліна      | Місце |
| ---------- | --------------- | ----- |
| Афіни 2004 | важка категорія | 3     |

На Азійських іграх 2006 завоював бронзову медаль.
- У 1/8 фіналу переміг Хуа Дук Чонг (В'єтнам) — RSCO
- У чвертьфіналі переміг Харпріта Сінґха (Індія) — 40-22
- У півфіналі не вийшов проти Жасура Матчанова (Узбекистан)

## Зовнішні посилання
- Досьє на sport.references.com [Архівовано 19 січня 2009 у Wayback Machine.]